# بیمارستان عمومی اتوبیکو
بیمارستان عمومی اتوبیکو (انگلیسی: Etobicoke General Hospital) که با نام بیمارستان ویلیام آسلر هم شناخته می‌شود، یک بیمارستان محلی است که در پلاک ۱۰۱ بلوار دانشکدهٔ هامبر در منطقهٔ اتوبیکوی تورنتو در کشور کانادا واقع است و مناطق اتوبیکو، میسیساگا، برمپتون، کالدون و وودبریج را تحت پوشش قرار می‌دهد.
این بیمارستان که در سال ۱۹۷۲ راه‌اندازی شد، ۲۶۲ تخت دارد و همه‌ساله در حدود ۵۰٬۲۷۰ بیمار سرپایی، ۱۵٬۷۸۵ مورد بستری و ۷۰٬۰۰۰ مراجعه‌کننده اورژانس را پذیراست. این بیمارستان ۱۰۲۶ کارمند حرفه‌ای و بیش از ۲۰۰ پزشک عمومی و پزشک متخصص دارد.